# Bergemühle
Bergemühle nennt der Bergmann ein Ort, das ins taube Gestein gefahren wird und dazu dient, Berge als Versatzgut zu gewinnen. Steht Versatzmaterial im Bergbau nicht in ausreichender Menge zur Verfügung, so wird vor Ort meist durch Bohr- und Schießarbeiten Material gewonnen und ortsnah zur Verfüllung verwendet. Im Kalibergbau werden Bergemühlen im Steinsalz angelegt.